# Белый флюгер
«Белый флюгер» — советский полнометражный чёрно-белый детский приключенческий художественный фильм, созданный на Киностудии «Ленфильм» в 1969 году режиссёром Давидом Кочаряном.
Премьера фильма в СССР состоялась 5 ноября 1970 года.

## Сюжет
Пригород Петрограда. 1920 год.
Главные герои фильма — два брата, подростки Федька и Карпуха Дороховы. В тревожное лето 1920 года, когда советская власть была ещё недостаточно крепкой, они помогали чекистам.

## Роли исполняют
- Лёва Орлов — Федька Дорохов
- Вова Магденков — Карпуха Дорохов
- Катя Овсянникова — Лидочка Бакулина
- Вова Перевалов — Яша
- Виталий Коняев — Дорохов, папа Федьки и Карпухи
- Люсьена Овчинникова — Варвара Дорохова, мама Федьки и Карпухи
- Иван Краско — Семён Егорович Самсонов
- Людмила Аржанникова — Ксения Георгиевна Самсонова (Георгиевская)
- Михаил Кононов — Василий Васильевич Крутогоров
- Александр Анисимов — Зуйко
- Виктор Чекмарёв — Бугасов
- Олег Белов — матрос
- Пётр Горин — гость, «контрик»
- Борис Юрченко — верзила, контрреволюционер

## В эпизодах
- Анатолий Абрамов — начальник станции
- Лариса Архипова — сотрудница ЧК
- Александр Гаврилов — беспризорник
- Владимир Костин — матрос
- Степан Крылов — мужик
- Пантелеймон Крымов — доктор
- Вера Липсток — эпизод
- Юрий Новиков — эпизод
- Павел Первушин — мужик
- Виктор Поморцев — эпизод
- Владимир Семичев — эпизод
- Геннадий Судаков — эпизод
- Станислав Фесюнов — убитый мужчина
- Олег Хроменков — эпизод
- А. Трифонов — эпизод

## Съёмочная группа
- Авторы сценария — Александр Власов, Аркадий Млодик
- Режиссёр-постановщик — Давид Кочарян
- Главный оператор — Владимир Ковзель
- Главный художник — Лариса Шилова
- Режиссёр — Иосиф Гиндин
- Оператор — Константин Соболь
- Редактор — Светлана Пономаренко
- Композитор — Вениамин Баснер
- Звукооператор — Арнольд Шаргородский
- Текст песен — Вольта Суслова
- Монтажёр — Елена Баженова
- Художник по костюмам — Л. Густерина
- Художник-декоратор — Ю. Смирнов
- Гримёр — С. Смирнова
- Ассистенты:
режиссёра — В. Родченко, Л. Власенко, В. Журавлёва
оператора — А. Решетов, Н. Лазуткин, А. Карданов
художника — Ю. Пашигореев
- Оркестр Ленинградской государственной филармонии
Дирижёр — Николай Рабинович
- Директор картины — О. Гавловская